# Héli Freymond

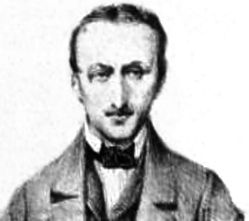
Héli Freymond

Héli Freymond (* 1843 in Corrençon; † 10. Januar 1868 in Moudon) war ein Schweizer Straftäter, an dem das letzte Todesurteil im Kanton Waadt vollstreckt wurde. Er war der letzte in der Schweiz mit dem Richtschwert hingerichtete Mensch.

## Leben
Freymond wurde in Corrençon im Tal der Broye geboren, wo seine Eltern einen kleinen Bauernhof bewirtschafteten. 1866 heiratete er Elise Olivier aus Saint-Cierges, die Tochter reicher Bauern, die ihm eine beachtliche Mitgift einbrachte. Gleichzeitig hatte er allerdings schon seit drei Jahren eine Affäre mit seiner Cousine Louise Freymond, die von einer Ehe mit Héli träumte und ihm das Versprechen abnahm, dass seine nunmehr schwangere Frau nicht mehr lange leben würde.
Freymond besorgte sich auf dem Markt in Moudon bei einem Feldmauser (Mäusefänger) Arsen und gab dieses an Louise weiter, die es heimlich Elise verabreichte. Elise überlebte diesen ersten Mordversuch, erlitt aber dadurch eine Fehlgeburt. Am 23. Mai 1867 starb sie an den Folgen einer erneuten Vergiftung mit Arsen. Ihr Tod erregte allerdings keinen besonderen Verdacht und wurde mit ihrer schwachen Gesundheit erklärt.
Héli Freymond heiratete nun aber nicht, wie von dieser erwartet, Louise, sondern begann Elises Schwester Méry Olivier den Hof zu machen, die die Hälfte von Elises Vermögen geerbt hatte. Méry Olivier war allerdings bereits mit Jean Mettraux liiert, so dass Freymond auch diesen beseitigen wollte. Am Abend des 30. Juni 1867 gab er Mettraux auf der Strasse von Lausanne nach Corrençon ein mit Strychnin präpariertes Brötchen. Als Mettraux bald darauf unter Krämpfen zusammenbrach, nahm Freymond dessen Wertsachen an sich und überliess ihn seinem Schicksal. Mettraux überlebte den Mordversuch jedoch und wurde nach fünf Stunden von einem Passanten gerettet.

## Prozess und Hinrichtung

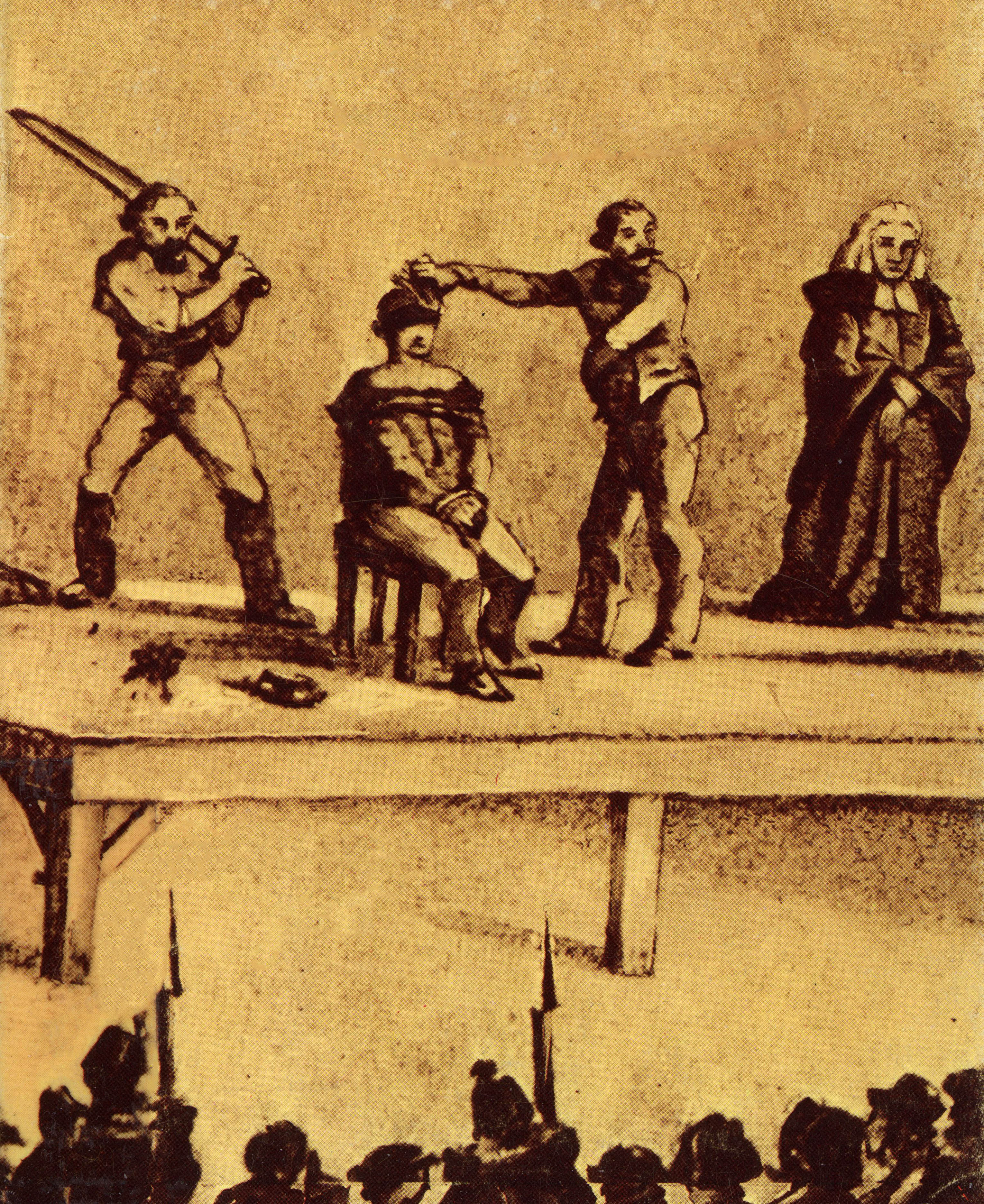
Hinrichtung von Héli Freymond (Zeichnung von Charles Vuillermet, 1868)

Nachdem Mettraux gegen Freymond Strafanzeige erstattet hatte und die Behörden eine Untersuchung einleiteten, erinnerte man sich an Elises plötzlichen Tod. Ihr Leichnam wurde exhumiert und untersucht, wodurch die Arsenvergiftung als Todesursache festgestellt werden konnte. Freymond wurde verhaftet und ins Gefängnis nach Moudon überstellt, wo er am 16. August 1867 ein Geständnis ablegte.
Der Prozess gegen Freymond in Moudon begann am 11. November und dauerte fünf Tage. Freymond versuchte die Schuld auf Louise abzuschieben. Das Gericht verurteilte Louise zu zwanzig Jahren Zuchthaus, Freymond jedoch zum Tod. Am 7. Januar 1868 lehnte der Grosse Rat des Kantons Waadt sein Gnadengesuch ab.
Drei Tage später, am 10. Januar 1868, wurde Héli Freymond in Moudon öffentlich mit dem Schwert enthauptet. Mehr als 20.000 Zuschauer waren bei der Hinrichtung anwesend. Im Auftrag des Staatsanwalts erstellte der Maler Charles Vuillermet eine Zeichnung der Hinrichtung. In seinem Bericht ist überliefert, dass die Zuschauer nach dem Schwerthieb das Schafott stürmten, um Freymonds abgeschlagenen Kopf aus der Nähe betrachten zu können.
Héli Freymonds Hinrichtung markiert den letzten Vollzug der Todesstrafe in der Schweiz vor ihrer zeitweiligen Abschaffung in der Verfassungsrevision von 1874. Allerdings wurde sie 1892 bei der Hinrichtung von Ferdinand Gatti in Luzern erneut angewandt.